# Pseudotacocha
Pseudotacocha is een kevergeslacht uit de familie van de boktorren (Cerambycidae). De wetenschappelijke naam van het geslacht werd voor het eerst geldig gepubliceerd in 2012 door Martins & Galileo.

## Soorten
Pseudotacocha is monotypisch en omvat slechts de volgende soort:
- Pseudotacocha magnifica Martins & Galileo, 2012